# Il battesimo del diavolo
Il battesimo del diavolo è un romanzo horror scritto da Dennis Wheatley, dallo scritto è stato tratto un film, The Devil Rides Out, diretto da Terence Fisher ed interpretato da Christopher Lee.

## Trama
Ambientato nella Londra degli anni trenta e nel sud dell'Inghilterra, il romanzo narra del salvataggio ad opera di due amici di un terzo del gruppo rapito dai membri di un culto satanico. Una volta fuggiti il gruppo li insegue e Mocata, il loro capo, utilizza i suoi sinistri poteri per ritrovarli.

## Edizioni
- Dennis Wheatley, Il battesimo del diavolo, collana Arcano, Nord, 1971,  p. 208, ISBN 88-04-38779-3.